# Szermierka na Igrzyskach Azjatyckich 2010
Szermierka na Igrzyskach Azjatyckich 2010 – jedna z dyscyplin rozgrywana podczas XVI Igrzysk Azjatyckich w Kantonie. Zawody odbyły się w dniach 18 - 23 listopada 2010 w hali sportowej Guangda Gymnasium. Zawodnicy i zawodniczki rywalizowali w dwunastu konkurencjach.

## Medaliści

### Mężczyźni
| Złoto                                                                            | Srebro                                                                                   | Brąz | Źródło |
| Floret                                                                           | Floret                                                                                   | Floret |        |
| -------------------------------------------------------------------------------- | ---------------------------------------------------------------------------------------- | --- | ------ |
| Choi Byung-chul                                                                  | Cheung Siu Lun                                                                           | Yūki Ōta Lei Sheng | [ 1 ]  |
| Chiny · Huang Liangcai · Lei Sheng · Zhu Jun · Zhang Liangliang                  | Japonia · Yūki Ōta · Suguru Awaji · Kenta Chida · Yūsuke Fukuda                          | Hongkong · Cheung Siu Lun · Chu Wing Hong · Lau Kwok Kin · Ngan Kyk · Korea Południowa · Choi Byung-chul · Ha Tae-gyu · Heo Jun · Kwon Young-ho | [ 2 ]  |
| Szpada                                                                           |                                                                                          | |        |
| Kim Won-jin                                                                      | Li Guojie                                                                                | Yin Lianchi Shōgo Nishida | [ 3 ]  |
| Korea Południowa · Jung Jin-sun · Jung Seung-hwa · Kim Won-jin · Park Kyoung-doo | Kazachstan · Elmir Alimżanow · Aleksandr Aksjonow · Dmitrij Griaznow · Siergiej Szabalin | Chiny · Dong Chao · Li Guojie · Yin Lianchi · Wang Sen · Japonia · Kazuyasu Minobe · Shogo Nishida · Keisuke Sakamoto                           | [ 4 ]  |
| Szabla                                                                           |                                                                                          | |        |
| Gu Bon-gil                                                                       | Zhong Man                                                                                | Oh Eun-seok Wang Jingzhi | [ 5 ]  |
| Chiny · Jiang Kelu · Liu Xiao · Wang Jingzhi · Zhong Man                         | Korea Południowa · Gu Bon-gil · Oh Eun-seok · Won Woo-young · Kim Jung-hwan              | Japonia · Shinya Kudo · Satoshi Ogawa · Kōji Yamamoto · Kazachstan · Jewgienij Frołow · Jerali Tilenszijew · Żansierik Turłybiekow              | [ 6 ]  |

### Kobiety
| Złoto                                                                    | Srebro                                                                   | Brąz | Źródło |
| Floret                                                                   | Floret                                                                   | Floret |        |
| ------------------------------------------------------------------------ | ------------------------------------------------------------------------ | --- | ------ |
| Nam Hyun-hee                                                             | Chen Jinyan                                                              | Jeon Hee-sook Dai Huili | [ 7 ]  |
| Korea Południowa · Jeon Hee-sook · Nam Hyun-hee · Oh Ha-na · Seo Mi-jung | Japonia · Kanae Ikehata · Chie Yoshizawa · Shiho Nishioka                | Chiny · Chen Jinyan · Dai Huili · Le Huilin · Shi Yun · Hongkong · Lin Po Heung · Cheung Ho King · Cheng Hiu · Lau Hiu Wai                                            | [ 8 ]  |
| Szpada                                                                   |                                                                          | |        |
| Luo Xiaojuan                                                             | Nozomi Nakano                                                            | Xu Anqi Yeung Chui Ling | [ 9 ]  |
| Japonia · Megumi Ikeda · Nozomi Nakano · Ayaka Shimookawa                | Chiny · Luo Xiaojuan · Xu Anqi · Yin Mingfang · Sun Yujie                | Korea Południowa · Oh Yun-hee · Shin A-lam · Jung Hyo-jung · Park Se-ra · Hongkong · Cheng Yuk · Cheung Sik Lui · Lui Sabrina · Yeung Chui Ling                       | [ 10 ] |
| Szabla                                                                   |                                                                          | |        |
| Kim Hye-lim                                                              | Au Sin Ying                                                              | Kim Keum-hwa Tan Xue | [ 11 ] |
| Chiny · Bao Yingying · Chen Xiaodong · Tan Xue · Zhu Min                 | Korea Południowa · Kim Hye-lim · Lee Ra-jin · Lee Woo-ree · Kim Keum-hwa | Hongkong · Au Sin Ying · Au Yeung Wai Sum · Fong Yi Tak · Lam Hin Wai · Kazachstan · Alija Bekturganowa · Anastasija Gimatdinowa · Tamara Poczekutowa · Julija Żywica | [ 12 ] |